# Hans Eicke
Hans Eicke, właśc. Friedrich William Andreas Victor Eicke (ur. 1 grudnia 1884 w Berlinie, zm. 22 sierpnia 1947 tamże) – niemiecki lekkoatleta specjalizujący się w biegach sprinterskich, uczestnik letnich igrzysk olimpijskich w Londynie (1908), srebrny medalista olimpijski w sztafecie olimpijskiej (200 m - 200 m - 400 m - 800 m).

## Kariera sportowa
W 1908 r. reprezentował Cesarstwo Niemieckie na letnich igrzyskach olimpijskich w Londynie, zdobywając srebrny medal w sztafecie olimpijskiej (200 m - 200 m - 400 m - 800 m). Startował również w eliminacjach biegu na 100 metrów, nie zdobywając awansu do finału.
Rekord życiowy w biegu na 100 metrów – 11,2 (1908)